# Arthur Griffith
Arthur Griffith (em irlandês:  Art Ó Gríobhtha; 31 de março de 1872 – 12 de agosto de 1922) foi um escritor, editor de jornal e político irlandês que fundou o partido político Sinn Féin. Ele liderou a delegação irlandesa nas negociações que produziram o Tratado Anglo-Irlandês de 1921 e serviu como presidente do Dáil Éireann de janeiro de 1922 até sua morte em agosto de 1922.
Depois de uma curta passagem pela África do Sul, Griffith fundou e editou o jornal nacionalista irlandês The United Irishman em 1899. Em 1904, ele escreveu The Resurrection of Hungary: A Parallel for Ireland, que defendia a retirada dos membros irlandeses do Parlamento dos Estados Unidos do Reino e o estabelecimento de instituições de governo em casa, política que ficou conhecida como Sinn Féin (nós mesmos). Em 28 de novembro de 1905, ele apresentou "A Política do Sinn Féin" na primeira convenção anual de sua organização, o Conselho Nacional; a ocasião é marcada como a data de fundação da festa Sinn Féin. Griffith assumiu a presidência do Sinn Féin em 1911, mas naquela época a organização ainda era pequena.
Griffith foi preso após o Levante da Páscoa de 1916, apesar de não ter participado dele. Em sua libertação, ele trabalhou para construir o Sinn Féin, que conquistou uma série de vitórias nas eleições. Na Ardfheis (convenção anual) do partido em outubro de 1917, o Sinn Féin tornou-se um partido republicano inequívoco e Griffith renunciou à presidência em favor do líder de 1916 Éamon de Valera, tornando-se vice-presidente. Griffith foi eleito membro do parlamento (MP) por East Cavan em uma eleição suplementar em junho de 1918 e reeleito nas eleições gerais de 1918 , quando o Sinn Féin obteve uma grande vitória eleitoral sobre o Partido Parlamentar Irlandêse, recusando-se a tomar seus assentos em Londres, montou sua própria assembleia constituinte, Dáil Éireann.
 

No Dáil, Griffith serviu como Ministro de Assuntos Internos de 1919 a 1921 e Ministro de Relações Exteriores de 1921 a 1922. Em setembro de 1921, foi nomeado presidente da delegação irlandesa para negociar um tratado com o governo britânico. Após meses de negociações, ele e os outros quatro delegados assinaram o Tratado Anglo-Irlandês, que criou o Estado Livre da Irlanda, mas não como uma república. Isso levou a uma divisão no Dáil. Depois que o Tratado foi aprovado pelo Dáil, de Valera renunciou ao cargo de presidente e Griffith foi eleito em seu lugar. A divisão levou à Guerra Civil Irlandesa. Griffith morreu repentinamente em agosto de 1922, dois meses após o início da guerra.